# 酒居知史
酒居 知史（さかい ともひと、1993年1月2日 - ）は、大阪府枚方市出身のプロ野球選手（投手）。右投右打。東北楽天ゴールデンイーグルス所属。

## 経歴

### プロ入り前
枚方市立樟葉南小学校時代に楠葉ウイングスで野球を始める。枚方市立招提北中学校時代は枚方シニアでプレー。
高校は龍谷大学付属平安高等学校に進学。2年時の夏の甲子園に出場するも、堂林翔太擁する中京大中京高校に敗れ一回戦敗退。高校の2学年後輩に高橋大樹がいた。
卒業後は大阪体育大学へ進学。阪神大学リーグで通算35試合登板し、15勝7敗、防御率1.42。3回生秋のリーグ戦で5勝1敗の成績で最優秀選手に選ばれた。以後3季連続で最優秀投手に選ばれた。
大学卒業後は社会人野球の大阪ガスへ入社した。
2016年10月20日に行われたドラフト会議では、千葉ロッテマリーンズから2位指名を受け、契約金8000万円・年俸1500万円（いずれも金額は推定）で契約した。背番号は23。

### ロッテ時代
2017年は春季キャンプを一軍でスタートしたが、開幕は二軍で迎えた。4月22日に出場選手登録されると、同25日の東北楽天ゴールデンイーグルス戦でプロ初登板。5月6日の福岡ソフトバンクホークス戦ではプロ初ホールドを記録したものの、同18日に登録抹消となった。その後は二軍で先発調整となり、8月4日の楽天戦でプロ初先発。勝利投手とはならなかったが、8回1失点と好投すると、同18日のオリックス・バファローズ戦でプロ初勝利を初完投で飾った。シーズン全体では19試合の登板で5勝1敗1ホールド・防御率3.13を記録し、特に先発転向後は9先発で5勝1敗・防御率2.86と好成績を残した。オフに750万円増となる推定年俸2250万円で契約を更改した。
2018年は開幕ローテーション入りを果たすも、5先発で防御率7.36と結果を残せず、4月30日に登録抹消。6月17日に一軍再昇格となったが、その後も不安定な投球が続いて一軍と二軍を行き来し、最終成績は15試合（14先発）の登板で2勝6敗・防御率5.59にとどまった。オフにはオーストラリアン・ベースボールリーグのオークランド・トゥアタラへ派遣された。契約更改では100万円減となる推定年俸2150万円でサインをした。
2019年は開幕を一軍で迎えると、楽天との開幕戦にリリーフ登板し、1球で打者1人を打ち取った。その直後にチームは逆転し試合に勝利したため、プロ野球史上初となる開幕戦1球勝利を記録した。この年は2度の登録抹消があったものの、1年間中継ぎとして起用され、54試合の登板で5勝4敗・防御率4.37、チーム2位の20ホールドを記録。オフに1450万円増となる推定年俸3600万円で契約を更改した。

### 楽天時代
2019年12月19日、東北楽天ゴールデンイーグルスからFA権を行使してロッテへ移籍した美馬学の人的補償として、酒居の楽天への移籍が発表された。なお、酒居は初めて人的補償で楽天へ移籍した選手及び、令和初の人的補償選手であった。背番号は28。12月23日に公示された。

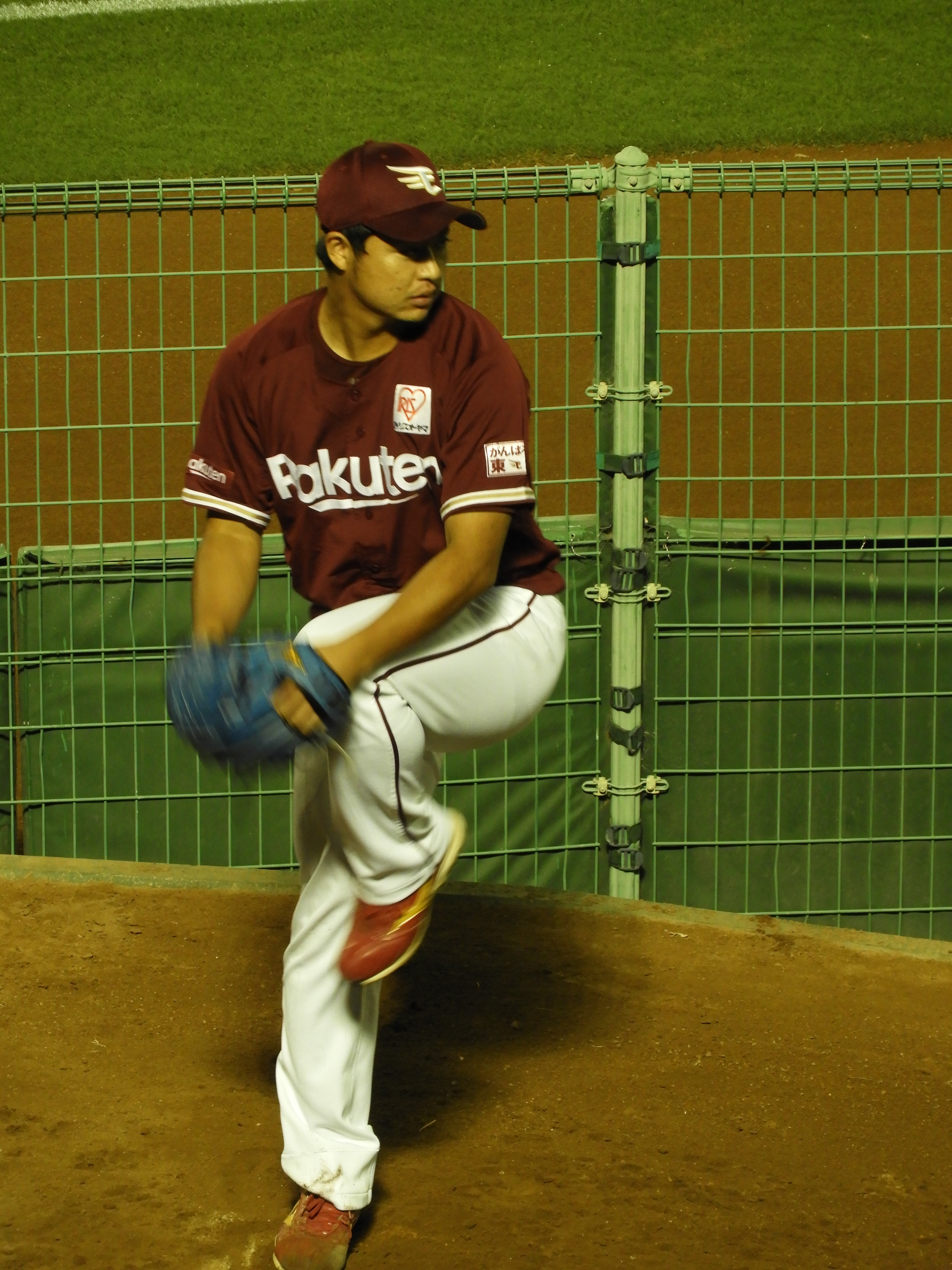
2020年9月16日
ほっともっとフィールド神戸

2020年は新型コロナウイルスの影響で120試合制の短縮シーズンではあったが、開幕から一度も登録抹消されることなく中継ぎとしてフル回転し、チーム2位タイとなる46試合に登板。3勝2敗12ホールド・防御率3.65という成績を残し、オフに400万円増となる推定年俸4000万円で契約を更改した。
2021年も開幕一軍入りを果たし、前年はチーム1・2位のホールド数を記録した牧田和久とアラン・ブセニッツの不調もあり、セットアッパーとして起用された。9月4日の埼玉西武ライオンズ戦では5点リードの9回表に牧田が登板するも乱調で3点差まで追い上げられ、酒居が緊急登板。最後は二死満塁のピンチを凌いでプロ初セーブを挙げた。この年もシーズンを通して一軍のブルペンを支え、54試合の登板で4勝3敗3セーブ・防御率2.28、リーグ2位タイの28ホールドと好成績を残し、オフに3000万円増となる推定年俸7000万円で契約を更改した。
2022年は春季キャンプを一軍でスタートするも、3月18日の中日ドラゴンズとのオープン戦を最後に実戦登板が無く、右太ももの筋損傷により開幕を二軍で迎えた。5月5日の二軍戦で実戦復帰を果たし、同13日に出場選手登録。7月9日に登録抹消となるも、同20日に再登録され、シーズン終了まで一軍に帯同した。ただ、この年はホールドが付かない場面での登板が大半であり、34試合の登板で1勝1敗1ホールド・防御率3.31という成績であった。オフに1400万円減となる推定年俸5600万円で契約を更改した。
2023年は開幕を二軍で迎えたものの、二軍では7試合の登板で防御率0.00を記録し、4月21日に出場選手登録されると、同30日の西武戦で2年ぶりのセーブを挙げるなど、開幕から13試合連続無失点を記録。6月8日の阪神タイガース戦でシーズン初失点を喫して以降は調子を落とし、前半戦終了時点では30試合に登板し、2勝3敗15ホールド1セーブ・防御率3.76という成績であった。ただ、後半戦は17試合の登板のうち、失点を喫したのは2試合のみ。一軍昇格後は登録抹消されることなくシーズンを終え、この年は47試合の登板で5勝3敗20ホールド1セーブ・防御率2.98を記録した。オフに現状維持となる推定年俸5600万円で契約を更改した。
2024年は3年ぶりに開幕を一軍で迎えると、宋家豪・則本昂大と共に勝ちパターンを担った。ただ、7月は3失点を喫した登板が2試合あり、前半戦終了時点では32試合の登板で2勝2敗23ホールド・防御率3.34という成績であった。後半戦は藤平尚真と鈴木翔天が勝ちパターンに定着し、酒居はホールド機会が減少したものの、8月以降は16試合連続無失点でシーズンを終えた。この年は49試合の登板で2勝2敗26ホールド・防御率2.33を記録。シーズン中に国内FA権を取得していたが、11月11日に権利を行使せずに楽天へ残留することを表明し、同13日の契約更改交渉では2400万円増増となる推定年俸8000万円の複数年契約でサインした。
2025年は二軍キャンプスタートとなり、3月になっても状態が上がらなかったことで検査を受け、3月18日に右肘内側側副靱帯再建術（トミー・ジョン手術）を受けた。

## 選手としての特徴
| 球種         | 配分 % | 平均球速 km/h | 被打率 |
| ------------ | ------ | ------------- | ------ |
| ストレート   | 44.1   | 146.5         | .193   |
| フォーク     | 39.7   | 138.4         | .198   |
| カットボール | 08.1   | 135.3         | .125   |
| カーブ       | 03.5   | 120.2         | .250   |
| スライダー   | 03.3   | 132.7         | .571   |
| シュート     | 01.4   | 145.1         | .667   |

本人も「生命線」と話す切れ味鋭いフォークが武器。持ち球はその他に最速150km/hのストレート、スライダー、カーブなどがある。
プロ入り後は先発としてキャリアをスタートしたが、3年目にリリーフへ転向。本人は、自身のリリーフ適性について「中継ぎは、ダメでも次の日チャンスが巡ってくれば、そこで挽回できて、また気持ちをリセットできる機会があるっていうのがあるので」「1イニングの一瞬っていうのは、僕、苦じゃないというか、力が出せるんです」「もちろん毎回緊張しますけど、そこに対して本当に一瞬の出来事で終わってくれるので、自分に合ってるのかなとは思います」と話している。

## 人物
大学2年時に出会った一般女性と、約5年間の交際期間を経て、2017年9月27日に結婚している。
ファンからの愛称は「居酒屋酒居」。上から読んでも下から読んでも「居酒屋酒居」と言葉遊びから生まれた呼び名である。2024年シーズンには、酒居の選手プロデュースグルメとして『居酒屋酒居 お肉屋さんの国産モツ餃子＆焼き鳥セット』が発売された。本人は「何年か前に僕も知って。今年球場グルメを出す時に『それ使おう』みたいな感じで、メニュー名にも使わせてもらって」とファンからの愛称を認知していることを明かした。

## 詳細情報

### 年度別投手成績
| 年 度     | 球 団     | 登 板 | 先 発 | 完 投 | 完 封 | 無 四 球 | 勝 利 | 敗 戦 | セ 丨 ブ | ホ 丨 ル ド | 勝 率 | 打 者 | 投 球 回 | 被 安 打 | 被 本 塁 打 | 与 四 球 | 敬 遠 | 与 死 球 | 奪 三 振 | 暴 投 | ボ 丨 ク | 失 点 | 自 責 点 | 防 御 率 | W H I P |
| --------- | --------- | ----- | ----- | ----- | ----- | -------- | ----- | ----- | -------- | ----------- | ----- | ----- | -------- | -------- | ----------- | -------- | ----- | -------- | -------- | ----- | -------- | ----- | -------- | -------- | ------- |
| 2017      | ロッテ    | 19    | 9     | 2     | 0     | 1        | 5     | 1     | 0        | 1           | .833  | 315   | 74.2     | 75       | 11          | 20       | 0     | 3        | 48       | 0     | 0        | 28    | 26       | 3.13     | 1.27    |
| 2018      | ロッテ    | 15    | 14    | 0     | 0     | 0        | 2     | 6     | 0        | 0           | .250  | 373   | 83.2     | 91       | 12          | 35       | 0     | 4        | 55       | 0     | 2        | 57    | 52       | 5.59     | 1.51    |
| 2019      | ロッテ    | 54    | 0     | 0     | 0     | 0        | 5     | 4     | 0        | 20          | .556  | 248   | 57.2     | 51       | 9           | 25       | 4     | 1        | 60       | 1     | 0        | 28    | 28       | 4.37     | 1.32    |
| 2020      | 楽天      | 46    | 0     | 0     | 0     | 0        | 3     | 2     | 0        | 12          | .600  | 188   | 44.1     | 38       | 4           | 18       | 2     | 3        | 34       | 1     | 0        | 20    | 18       | 3.65     | 1.26    |
| 2021      | 楽天      | 54    | 0     | 0     | 0     | 0        | 4     | 3     | 3        | 28          | .571  | 206   | 51.1     | 33       | 3           | 24       | 1     | 0        | 44       | 1     | 0        | 15    | 13       | 2.28     | 1.11    |
| 2022      | 楽天      | 34    | 0     | 0     | 0     | 0        | 1     | 1     | 0        | 1           | .500  | 141   | 32.2     | 23       | 4           | 17       | 0     | 4        | 32       | 2     | 0        | 12    | 12       | 3.31     | 1.22    |
| 2023      | 楽天      | 47    | 0     | 0     | 0     | 0        | 5     | 3     | 1        | 20          | .625  | 184   | 42.1     | 36       | 1           | 25       | 2     | 0        | 30       | 1     | 0        | 17    | 14       | 2.98     | 1.44    |
| 2024      | 楽天      | 49    | 0     | 0     | 0     | 0        | 2     | 2     | 0        | 26          | .500  | 185   | 46.1     | 35       | 0           | 15       | 2     | 2        | 29       | 0     | 0        | 13    | 12       | 2.33     | 1.08    |
| 通算：8年 | 通算：8年 | 318   | 23    | 2     | 0     | 1        | 27    | 22    | 4        | 108         | .551  | 1840  | 433.0    | 382      | 44          | 179      | 11    | 17       | 332      | 6     | 2        | 190   | 175      | 3.64     | 1.30    |

- 2024年度シーズン終了時
- 各年度の太字はリーグ最高

### 年度別守備成績
| 年 度 | 球 団  | 投手  | 投手  | 投手  | 投手  | 投手  | 投手     |
| 年 度 | 球 団  | 試 合 | 刺 殺 | 補 殺 | 失 策 | 併 殺 | 守 備 率 |
| ----- | ------ | ----- | ----- | ----- | ----- | ----- | -------- |
| 2017  | ロッテ | 19    | 3     | 11    | 0     | 1     | 1.000    |
| 2018  | ロッテ | 15    | 3     | 13    | 0     | 0     | 1.000    |
| 2019  | ロッテ | 54    | 2     | 5     | 0     | 0     | 1.000    |
| 2020  | 楽天   | 46    | 2     | 5     | 2     | 2     | .778     |
| 2021  | 楽天   | 54    | 2     | 3     | 0     | 0     | 1.000    |
| 2022  | 楽天   | 34    | 2     | 7     | 0     | 0     | 1.000    |
| 2023  | 楽天   | 47    | 1     | 3     | 0     | 0     | 1.000    |
| 2024  | 楽天   | 47    | 4     | 8     | 0     | 1     | 1.000    |
| 通算  | 通算   | 318   | 19    | 55    | 2     | 4     | .974     |

- 2024年度シーズン終了時

### 記録
初記録
- 初登板：2017年4月25日、対東北楽天ゴールデンイーグルス3回戦（東京ドーム）、7回裏に3番手で救援登板、2回1失点[8]
- 初奪三振：同上、8回裏に茂木栄五郎から空振り三振
- 初ホールド：2017年5月6日、対福岡ソフトバンクホークス8回戦（ZOZOマリンスタジアム）、6回裏に2番手で救援登板、1回無失点[9]
- 初先発登板：2017年8月4日、対東北楽天ゴールデンイーグルス13回戦（ZOZOマリンスタジアム）、8回1失点で勝敗つかず[13]
- 初勝利・初先発勝利・初完投・初完投勝利：2017年8月18日、対オリックス・バファローズ17回戦（京セラドーム大阪）、9回2失点2奪三振[15]
- 初セーブ：2021年9月4日、対埼玉西武ライオンズ17回戦（楽天生命パーク宮城）、9回表一死から5番手で救援登板・完了、2/3回無失点[37]

節目の記録
- 100ホールド：2024年6月13日、対読売ジャイアンツ3回戦（楽天モバイルパーク宮城）、8回表に4番手で救援登板、1回無失点 ※史上47人目[79]

その他の記録
- 1球勝利：2019年3月29日、対東北楽天ゴールデンイーグルス1回戦（ZOZOマリンスタジアム） ※史上42人目43度目、開幕戦では初[24]

### 背番号
- 23（2017年[4] - 2019年）
- 28（2020年[31] - ）